# سید حسن عباسی
سید حسن عباسی (زادهٔ ۱۳۴۸ در دلیجان) نمایندهٔ حوزهٔ انتخابیهٔ محلات و دلیجان در دورهٔ هفتم مجلس شورای اسلامی بوده‌است.